# (164) Eva
(164) Eva est un astéroïde de la ceinture principale découvert par Paul-Pierre Henry le 12 juillet 1876.
Le 4 novembre 2018 cet astéroïde occulte l'étoile UCAC4-592-041455 dans la constellation des Gémeaux, occultation visible sur une bande qui traverse la France et la Belgique du sud au nord.